# Xanthesma levis
Xanthesma levis là một loài Hymenoptera trong họ Colletidae. Loài này được Exley mô tả khoa học năm 1978.

## Hình ảnh

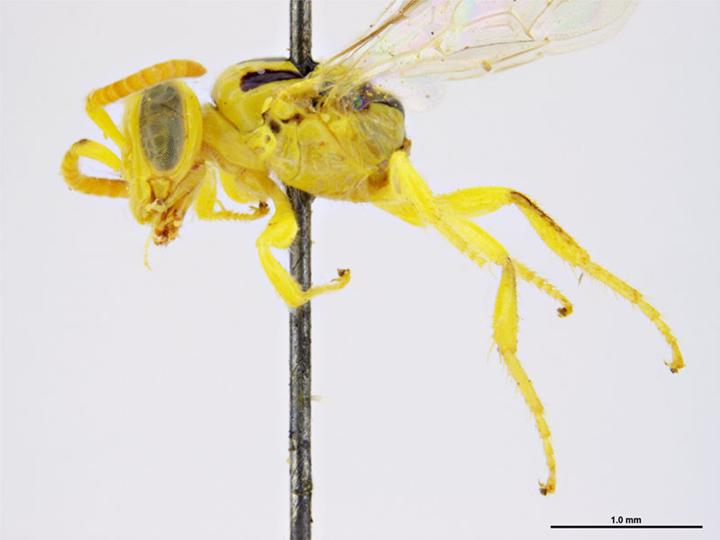